# Vangsimni állomás
Vangsimni (Wangsimni) állomás a szöuli metró 2-es, 5-ös, Kjongi–Csungang (Gyeongui–Jungang) és Szuin–Pundang (Suin–Bundang) vonalának állomása.

## Viszonylatok
| 2-es vonal                                                  | 2-es vonal                                                                                                | 2-es vonal                                                                 |
| ----------------------------------------------------------- | --- | -------------------------------------------------------------------------- |
| Szangvangsimni (Sangwangsimni) (külső oldal) Városháza felé | fő vonal                                                                                                  | Hanjang (Hanyang) Egyetem (belső oldal) Cshungdzsongno (Chungjeongno) felé |
| 5-ös vonal                                                  | |                                                                            |
| Hengdang (Haengdang) Panghva (Banghwa) felé                 | fő vonal                                                                                                  | Madzsang (Majang) Sangil-tong (Sangil-dong) vagy Macshon (Macheon) felé    |
| Kjongi–Csungang (Gyeongui–Jungang)                          | |                                                                            |
| Ungbong (Eungbong) Munszan (Munsan) felé                    | Jongszan (Yongsan) expressz, Kjongi–Csungang (Gyeongui–Jungang) személyvonat Kjongvon (Gyeongwon) szakasz | Cshongnjangni (Cheongnyangni) Csiphjong (Jipyeong) felé                    |
| Okszu (Oksu) Munszan (Munsan) felé                          | Csiphjong (Jipyeong) expressz, Jongmun (Yongmun) expressz Kjongvon (Gyeongwon) szakasz                    | Cshongnjangni (Cheongnyangni) Csiphjong (Jipyeong) felé                    |
| Szuin–Pundang (Suin–Bundang) vonal                          | |                                                                            |
| Cshongnjangni (Cheongnyangni) végállomás felé               | Pundang (Bundang) vonal                                                                                   | Szöuli erdő Incshon (Incheon) és Koszek (Kosaek) felé                      |
| ITX                                                         | |                                                                            |
| Okszu (Oksu) Jongszan (Yongsan) felé                        | Kjongcshun (Gyeongchun) vonal                                                                             | Cshongnjangni (Cheongnyangni) Cshuncshon (Chuncheon) felé                  |